# Müllerswiek
Müllerswiek, auch Windeswig genannt, ist eine Wüstung nördlich von Hermerode im Landkreis Mansfeld-Südharz in Sachsen-Anhalt, Deutschland.

## Geschichte
Die Rodungssiedlung des 10. oder 11. Jahrhunderts war eine der wenigen in der Region mit der Endung -wiek. Der Autor Neuß nennt als zweite solche Siedlung lediglich Königswiek im Fleischbachtal (Heute Ortsteil von Freist). Das von alters her zu Arnstein gehörige Pfarr- und Kirchdorf ist nach 1400 wieder eingegangen.
Am 2. Juli 1046 wurde der Ort in einer Urkunde Kaiser Heinrichs III. als Wihingiswich erwähnt, zusammen mit Ritzgerode und Meisdorf. Im Jahre 1234 wurde dann in einer Urkunde eine Kirche zu Windeswig erwähnt. Damals tauschte Graf Albrecht von Arnstein mit Erzbischof Burchard von Magdeburg die Kirche in Müllerswiek zusammen mit 5½ Hufen Land und elf Morgen Wald gegen die Gangloff-Kapelle Unserer Lieben Frauen und S. auf dem Kupferberg (bei Hettstedt).
In einer Urkunde nach dem Jahr 1324 wird erwähnt, dass Graf Burchard IV. von Falkenstein vom Erzstift Halberstadt das Lehen von u. a. dem geistlichen Zehnten zu Wendeswic erhielt. Im Jahre 1400 gab dann ein Wendeswiek einen Solidus Prokuraturgebür. Gegen 1533/1534 wurde ein Wilderschwieg im Rammelburger Erbbuch erwähnt.
Nach dem Untergang der Siedlung kam die u. a. aus sieben Hufen Ackerland bestehende Flur anteilig an Hermerode, Friesdorf, Braunschwende und Abberode. Im 17. Jahrhundert verwaldete sie zunächst stark, wurde aber schließlich um 1850 wieder größtenteils abgeholzt.